# 反町康治
反町 康治（そりまち やすはる、1964年3月8日 - ）は、埼玉県浦和市 (現：さいたま市) 出身の元サッカー選手、サッカー指導者(JFA 公認S級コーチ）。現役時代のポジションはミッドフィールダー（MF）。元日本代表。2008年北京オリンピック時のU-23サッカー日本代表監督。

## 経歴

### 選手時代
静岡県立清水東高校で澤入重雄、望月達也らとともに全国大会優勝を経験。その後一浪し、一般入試で慶應義塾大学法学部政治学科に入学。ソッカー部へ入部する。
大学卒業後の1987年に全日本空輸（全日空）に総合職にて入社（同期に石末龍治、堀直人）。全日空では午前中は羽田空港でパイロットのスケジュール作成を担当し、午後にサッカー部で練習を行うという生活を送っており、サッカー部がJリーグ発足時にプロサッカークラブ・横浜フリューゲルスに衣替えしてもプロ契約には移行せず、フリューゲルスの運営会社である全日空スポーツへの出向扱いとなって社員選手としてサッカーに専念、引退後に社業に戻れる道を選んだことで各方面から注目された。
1994年、同年からJリーグに参入するベルマーレ平塚（現：湘南ベルマーレ）の発足に携わった重松良典から強く誘われ、全日空を退社して平塚に移籍してプロ契約を結ぶ。チーム躍進の原動力として活躍した後、1997年で現役引退。

### 指導者時代
引退後、サッカー解説者として1998 FIFAワールドカップ等の解説を担当した。その後スペインに渡り、FCバルセロナでサッカーのコーチング留学を行った。
2001年、J2のアルビレックス新潟監督に就任し、2003年にチームをJ1昇格に導いた。その後2004年、2005年の2シーズンに渡りJ1残留を果たし、2005年11月に新潟監督を退任した。
この間、サポーターにスタジアムに足を運んでもらうように積極的に奔走。新潟で1試合の平均入場者数を3万8千人以上の人気クラブまで成長させた。なお、この数字は当時最多動員を誇った浦和レッドダイヤモンズを抜き、2003年から3年連続で入場者数リーグ1位を記録した（2006年シーズンは浦和に抜かれ、記録は途切れた）。
2006年5月29日、北京オリンピック日本代表監督に決まり、ドイツW杯終了後に正式契約することが発表された。A代表のコーチも兼務した。五輪代表監督就任時には「情熱と誇り」のスローガンを掲げている。
2007年8月、五輪アジア予選の成績不振のため、A代表コーチを解任。その後の北京五輪出場権をかけて争った最終予選の最終戦・サウジアラビア戦に引き分けて五輪出場が決まった際は、「予選は苦しい戦いが続きましたが、北京にいけます!!」とコメントした。
五輪本大会はアメリカ、ナイジェリア、オランダ相手に3戦全敗。1996年のアトランタ大会以降、初となる白星なしでのグループリーグ敗退に終った。
その後は解説者として活動していたが、2009年より現役時代後半に所属した湘南ベルマーレの監督に就任し、就任1年でJ1昇格へ導いた。
2010年の湘南は怪我人が続出し、結局最終節まで21試合連続未勝利のJ1ワースト記録を更新、最下位でJ2降格した。2011年も引き続き指揮を執ったが14位に終わり、同年限りで退任した。
2012年、松本山雅FCの監督に就任。指揮3年目の2014年に松本をJ1へと導いた。2016年からは再びJ2所属となるが、2018年にチームをJ2優勝に導き自身4度目のJ1昇格を果たした。2019年を以て松本の監督を退任した。
2020年3月12日、Jリーグ特任理事（非常勤）に選任されたことが発表された。3月29日に日本サッカー協会理事会にて技術委員長の就任が決定した。4月14日、Jリーグ理事（非常勤）に選任されたことが発表された。
2024年4月29日、清水エスパルスのゼネラルマネージャー サッカー事業本部長に就任。

## 人物
- 高校時代から自身のサッカー選手としての才能に疑問を抱いており、大学進学時にサッカー推薦を断ったり、就職時に全日空に総合職で入社したのもサッカーの現役を退いてからの身の振り方を考えたが故の判断だという[13]。慶應入学時には合格発表の帰り道に誘われたテニスサークルに名前を書いたほどだったが、サッカー部の監督コーチが反町の自宅アパートに押しかけたことで、サッカーを続けることになったとのこと[13]。
- 全日空に入社したのは「グローバルな仕事をしたい」という思いからだったという。就職試験では丸紅にも合格した（大仁邦彌がサッカー部監督を務めていた三菱重工業にも誘われた）が、全日空にいた先輩に「丸紅に行け」といわれたことで自身のあまのじゃくの性格が働いて全日空を選んだという[13]。
- Jリーグ発足時にプロ契約を結ばなかったのも終身雇用全盛の時代において年齢（当時29歳）のことを考えた場合に「プロ選手になるにはトウが立ちすぎている」という思いがあったためだと述懐している[3]。プロ転向後も引退後のことを考え、英検2級を取得したりパソコン教室に通うなどしていたという[3]。
- 音楽に造詣が深く、trattoriaから出たコンピCDのライナーで横浜フリューゲルスでともにプレーした高田昌明と対談している。
- 2017年8月31日、長野県松本市内の道路脇で倒れていた80代男性を救助したとして、松本警察署より感謝状を贈られた[14]。

## 評価
- スポーツライターの木崎伸也は「常に皮肉を忘れない、会見力のある監督」と評している[15]。

## 所属クラブ
- 1979年 - 1981年 静岡県立清水東高等学校[1]
- 1983年 - 1986年 慶應義塾大学[1]
- 1987年 - 1993年  全日空サッカークラブ[1]
- 1992年 - 1993年  横浜フリューゲルス[1]
- 1994年 - 1997年  ベルマーレ平塚[1]

## 個人成績
| 国内大会個人成績 | 国内大会個人成績 | 国内大会個人成績 | 国内大会個人成績 | 国内大会個人成績 | 国内大会個人成績 | 国内大会個人成績 | 国内大会個人成績  | 国内大会個人成績 | 国内大会個人成績 | 国内大会個人成績 | 国内大会個人成績 |
| 年度             | クラブ           | 背番号           | リーグ           | リーグ戦         | リーグ戦         | リーグ杯         | リーグ杯          | オープン杯       | オープン杯       | 期間通算         | 期間通算         |
| 年度             | クラブ           | 背番号           | リーグ           | 出場             | 得点             | 出場             | 得点              | 出場             | 得点             | 出場             | 得点             |
| 日本             | 日本             | 日本             | 日本             | リーグ戦         | リーグ戦         | JSL杯/ナビスコ杯 | JSL杯/ナビスコ杯  | 天皇杯           | 天皇杯           | 期間通算         | 期間通算         |
| ---------------- | ---------------- | ---------------- | ---------------- | ---------------- | ---------------- | ---------------- | ----------------- | ---------------- | ---------------- | ---------------- | ---------------- |
| 1987             | 全日空           | 24               | JSL2部           | 25               | 11               | 4                | 0                 | -                | -                | 29               | 11               |
| 1988-89          | 全日空           | 7                | JSL1部           | 17               | 3                | 0                | 0                 |                  |                  |                  |                  |
| 1989-90          | 全日空           | 7                | JSL1部           | 20               | 7                | 2                | 0                 |                  |                  |                  |                  |
| 1990-91          | 全日空           | 7                | JSL1部           | 22               | 3                | 4                | 0                 |                  |                  |                  |                  |
| 1991-92          | 全日空           | 7                | JSL1部           | 21               | 1                | 1                | 0                 |                  |                  |                  |                  |
| 1992             | 横浜F            | -                | J                | -                | -                | 5                | 0                 | 2                | 1                | 7                | 1                |
| 1993             | 横浜F            | -                | J                | 26               | 1                | 6                | 2                 | 3                | 1                | 35               | 4                |
| 1994             | 平塚             | -                | J                | 25               | 0                | 1                | 0                 | 2                | 0                | 28               | 0                |
| 1995             | 平塚             | -                | J                | 21               | 3                | -                | -                 | 2                | 0                | 23               | 3                |
| 1996             | 平塚             | -                | J                | 14               | 1                | 1                | 0                 | 1                | 0                | 16               | 1                |
| 1997             | 平塚             | 14               | J                | 22               | 4                | 1                | 0                 | 1                | 1                | 24               | 5                |
| 通算             | 日本             | 日本             | J                | 108              | 9                | 14               | 2                 | 11               | 3                | 133              | 14               |
| 通算             | 日本             | 日本             | JSL1部           | 80               | 14               | 7                | 0\|\|\|\|\|\|\|\| |                  |                  |                  |                  |
| 通算             | 日本             | 日本             | JSL2部           | 25               | 11               | 4                | 0                 | -                | -                | 29               | 11               |
| 総通算           | 総通算           | 総通算           | 総通算           | 213              | 34               | 25               | 2\|\|\|\|\|\|\|\| |                  |                  |                  |                  |

その他の公式戦
- 1990年
  - コニカカップ 6試合1得点
- 1991年
  - コニカカップ 2試合0得点

- Jリーグ初出場：1993年5月16日 清水エスパルス戦 (三ツ沢公園球技場)
- Jリーグ初得点：1993年6月26日 サンフレッチェ広島戦 (広島スタジアム)

## 代表歴
- 日本代表初出場：1990年7月27日 韓国代表戦 (北京)

### 試合数
- 国際Aマッチ 4試合 0得点 (1990-1991)

| 日本代表 | 国際Aマッチ | 国際Aマッチ | その他 | その他 | 期間通算 | 期間通算 |
| 年       | 出場        | 得点        | 出場   | 得点   | 出場     | 得点     |
| -------- | ----------- | ----------- | ------ | ------ | -------- | -------- |
| 1990     | 2           | 0           | 0      | 0      | 2        | 0        |
| 1991     | 2           | 0           | 2      | 0      | 4        | 0        |
| 通算     | 4           | 0           | 2      | 0      | 6        | 0        |

### 出場
| No. | 開催日         | 開催都市 | スタジアム                     | 対戦相手 | 結果 | 監督     | 大会               |
| --- | -------------- | -------- | ------------------------------ | -------- | ---- | -------- | ------------------ |
| 1.  | 1990年07月27日 | 北京     |                                | 韓国     | ●0-2 | 横山謙三 | ダイナスティカップ |
| 2.  | 1990年10月01日 | 北京     |                                | イラン   | ●0-1 | 横山謙三 | アジア大会         |
| 3.  | 1991年06月02日 | 山形県   | 山形県総合運動公園陸上競技場   | タイ     | ○1-0 | 横山謙三 | キリンカップ       |
| 4.  | 1991年07月27日 | 長崎県   | 長崎県立総合運動公園陸上競技場 | 韓国     | ●0-1 | 横山謙三 | 日韓定期戦         |

## 指導歴
- 2001年 - 2005年  アルビレックス新潟 監督 [1]
- 2006年 - 2007年7月  日本代表 コーチ
- 2006年7月 - 2008年8月  U-21/22/23日本代表 監督[1]
- 2009年 - 2011年  湘南ベルマーレ 監督[1]
- 2012年 - 2019年  松本山雅FC 監督[1]
- 2020年3月 - 2024年3月  日本サッカー協会 技術委員長
- 2024年4月 -  清水エスパルス ゼネラルマネージャー サッカー事業本部長

## 監督成績
| 年度   | クラブ | リーグ | リーグ戦 | リーグ戦 | リーグ戦 | リーグ戦 | リーグ戦 | リーグ戦 | カップ戦   | カップ戦 |
| 年度   | クラブ | リーグ | 順位     | 勝点     | 試合     | 勝       | 分       | 敗       | ナビスコ杯 | 天皇杯   |
| ------ | ------ | ------ | -------- | -------- | -------- | -------- | -------- | -------- | ---------- | -------- |
| 2001   | 新潟   | J2     | 4位      | 78       | 44       | 26(4)    | 4        | 14(7)    | 1回戦      | 4回戦    |
| 2002   | 新潟   | J2     | 3位      | 82       | 44       | 23       | 13       | 8        | -          | 3回戦    |
| 2003   | 新潟   | J2     | 優勝     | 88       | 44       | 27       | 7        | 10       | -          | 4回戦    |
| 2004   | 新潟   | J1     | 10位     | 37       | 30       | 10       | 7        | 13       | 予選リーグ | 4回戦    |
| 2005   | 新潟   | J1     | 12位     | 42       | 34       | 11       | 9        | 14       | 予選リーグ | 5回戦    |
| 2009   | 湘南   | J2     | 3位      | 98       | 51       | 29       | 11       | 11       | -          | 2回戦    |
| 2010   | 湘南   | J1     | 18位     | 16       | 34       | 3        | 7        | 24       | 予選リーグ | 3回戦    |
| 2011   | 湘南   | J2     | 14位     | 46       | 38       | 12       | 10       | 16       | -          | ベスト8  |
| 2012   | 松本   | J2     | 12位     | 59       | 42       | 15       | 14       | 13       | -          | 2回戦    |
| 2013   | 松本   | J2     | 7位      | 66       | 42       | 19       | 9        | 14       | -          | 3回戦    |
| 2014   | 松本   | J2     | 2位      | 83       | 42       | 24       | 11       | 7        | -          | 3回戦    |
| 2015   | 松本   | J1     | 16位     | 28       | 34       | 7        | 7        | 20       | 予選リーグ | 4回戦    |
| 2016   | 松本   | J2     | 3位      | 84       | 42       | 24       | 12       | 6        | -          | 2回戦    |
| 2017   | 松本   | J2     | 8位      | 66       | 42       | 19       | 9        | 14       | -          | 4回戦    |
| 2018   | 松本   | J2     | 優勝     | 77       | 42       | 21       | 14       | 7        | -          | 3回戦    |
| 2019   | 松本   | J1     | 17位     | 31       | 34       | 6        | 13       | 15       | 予選リーグ | 2回戦    |
| 通算   | 日本   | J1     | -        | -        | 166      | 37       | 43       | 86       | -          | -        |
| 通算   | 日本   | J2     | -        | -        | 473      | 239      | 114      | 120      | -          | -        |
| 総通算 | 総通算 | 総通算 | -        | -        | 639      | 276      | 157      | 206      | -          | -        |

- ( )は延長Vゴール

## タイトル

### 選手時代

#### クラブ
横浜フリューゲルス
- 天皇杯：1回（1993年）

ベルマーレ平塚
- 天皇杯：1回（1994年）
- アジアカップウィナーズカップ：1回（1995年）

### 監督時代

#### クラブ
アルビレックス新潟
- J2リーグ：1回（2003年）

松本山雅FC
- J2リーグ：1回（2018年）

#### 個人別
- J2リーグ 優勝監督賞：1回（2018年）

## 著書
- 『RESPECT《リスペクト》 監督の仕事と視点』（2016年、信濃毎日新聞社、ISBN 4784072861、ISBN 978-4784072866）
- 『RESPECT2《リスペクト2》 監督の挑戦と覚悟』（2020年、信濃毎日新聞社、ISBN 4784073655、ISBN 978-4784073658）